# Resident Evil: Isla de la muerte
Residente Evil: Isla de la muerte (En inglés Resident Evil: Death Island) es una película japonesa de acción, biopunk de terror animado para adultos en idioma inglés ambientada en el mismo universo que los videojuegos de Resident Evil. Es la quinta entrega y la cuarta película de la serie animada Resident Evil, después de la película de 2017 Resident Evil: Vendetta y la miniserie de 2021, Resident Evil: Infinite Darkness, y sigue a varios protagonistas de Resident Evil mientras investigan un posible bioterrorismo del virus T en San Francisco.
La película se estrenó en Singapur el 22 de junio de 2023, antes de su estreno en cines en Japón el 7 de julio de 2023.

## Argumento
«El agente de D.S.O. Leon S. Kennedy tiene la misión de rescatar al Dr. Antonio Taylor de unos secuestradores. Mientras tanto, el agente de B.S.A.A. Chris Redfield está investigando un brote de zombis en San Francisco, donde la causa de la infección no puede determinarse. Lo único que las víctimas tienen en común es que todas visitaron la isla de Alcatraz recientemente. Siguiendo esa pista, Chris y su equipo se dirigen a la isla, donde les espera un nuevo horror».
En 1998, cuando comienza el incidente de Raccoon City, la Corporación Umbrella contrata a una empresa militar privada para ayudar a evacuar a los ejecutivos de alto rango de Umbrella y funcionarios del gobierno. La firma despliega la Unidad 6, pero la mayoría son mordidos por zombis. Los dos miembros sobrevivientes JJ y Dylan Blake llaman a la sede para solicitar la extracción y recibir atención médica, pero se les dice que pongan en cuarentena y luego maten a sus camaradas, sorprendiendo a JJ y enfureciendo a Dylan. La pareja discute hasta que los soldados infectados los atacan y uno de ellos muerde a JJ. Un desanimado Dylan posteriormente lo mata.
Diecisiete años después, en San Francisco, California, en 2015, la agente de Apoyo a Operaciones de Campo (FOS) Ingrid Hunnigan encarga al agente de la división de Operaciones de Seguridad (DSO) Leon S. Kennedy que detenga al investigador de DARPA e ingeniero en robótica Doctor Antonio Taylor por vender información clasificada a potencias extranjeras. Durante la sesión informativa, Leon se entera de que Taylor fue visto por última vez siendo secuestrado por un grupo desconocido mientras era perseguido por un equipo SWAT del Departamento de Policía de San Francisco mientras el grupo pasaba justo a él. Leon intenta interceptar a los secuestradores, pero es frustrado por María Gómez, una criminal que sobrevivió a su último encuentro el año anterior. Mientras tanto, la asesora de Alianza para la Evaluación de la Seguridad del Bioterrorismo (BSAA), Rebecca Chambers, informa al agente Chris Redfield de 12 casos en los que las personas habían muerto después de haber sido misteriosamente infectadas por una cepa avanzada del virus T y fueron encontradas con marcas de agujas en sus cuerpos. Chris visita a su compañera Jill Valentine, con la esperanza de evitar que participe en la operación debido a su tiempo bajo el control mental de Albert Wesker y los problemas de salud mental posteriores, pero ella se niega.
Chris y Jill se reúnen con Rebecca y la hermana de Chris, Claire Redfield, para discutir sus hallazgos, durante los cuales Claire revela que descubrió una orca infectada con la misma cepa del virus T que las víctimas del caso de Chris nadando cerca del Santuario Marino Nacional Greater Farallones, que también le había sucedido recientemente a varias ballenas desaparecidas. Al descubrir que todas las víctimas humanas visitaron la isla de Alcatraz antes de morir, Jill y los Redfields viajan allí haciéndose pasar por turistas, pero se separan en medio de un brote de zombis. Mientras explora las alcantarillas, Jill se encuentra con Leon y se une a él para defenderse de una nueva forma de Lickers antes de llegar a la armería, donde encuentran planos para drones parecidos a mosquitos utilizados para infectar a las personas con el virus, antes de que sean capturados por Dylan y arrojados a una celda de prisión con Taylor y los Redfields. Creyendo que no hay justicia en el mundo, Dylan usa los drones para infectar a Redfields y Leon, perdonando a Jill para que pueda presenciar a sus amigos morir como él se vio obligado a ver morir a su equipo en Raccoon City. Luego revela que se ha hecho cargo del sindicato del crimen de Glenn Arias ya ha unido fuerzas con María, quién busca venganza por la muerte de su padre Diego, antes de disparar fatalmente a Taylor y a escapar para usar sus drones en el mundo. Mientras muere, Taylor le da a Claire un código para controlar los drones. Mientras Jill persigue a Dylan, se encuentra con Rebecca, quién preparó una vacuna para el grupo y vino a ayudarlos, antes de curar a los Redfields y Leon, con este último persiguiendo a María y matándola después de una brutal confrontación.
Los Redfields, Jill, Leon y Rebecca se reagrupan para luchar contra Dylan, quien se fusiona con un arma bioorgánica y domina el grupo. Claire y Rebecca toman el control de los drones de Dylan y los programan para infectarlo, debilitándolo lo suficiente como para que Jill, Leon y Chris lo maten con explosivos y un lanzacohetes. Mientras el grupo espera los helicópteros de rescate de BSAA, Chris elogia el heroísmo de Jill.

## Escenario
Según Capcom, la película tendrá lugar en el año 2015. Esto coloca a la película después de los eventos de Resident Evil 6 (ambientada en 2013) y Resident Evil: Vendetta (ambientada en 2014), pero antes de Resident Evil 7: Biohazard (ambientada en 2017).

## Producción y lanzamiento
El 2 de febrero de 2023, Sony Pictures Home Entertainment anunció la película, e IGN publicó un tráiler exclusivo de la película. IGN informó que la película se estrenará en el verano de 2023, está dirigida por Eiichirō Hasumi y escrita por Makoto Fukami. Sony Pictures Home Entertainment distribuirá la película en todo el mundo, excepto Japón.